# South Park (Wyoming)
South Park – jednostka osadnicza w Stanach Zjednoczonych, w stanie Wyoming, w hrabstwie Teton.